# Gerald FitzGerald
Gerald FitzGerald, XV conde de Desmond (c. 1533 - 11 de noviembre de 1583) noble irlandés, cabecilla de las Rebeliones de Desmond de 1579.

## Juventud y primeros años

Irlanda, donde se muestra el Condado de Desmond (Earldom of Desmond) en el sudoeste.

Hijo de James FitzGerald, XIV conde de Desmond y su segunda esposa More O'Carroll. Su padre había accedido en enero de 1541, como muestra de sumisión a Enrique VIII, a enviar al joven FitzGerald a Inglaterra para ser educado. Con el ascenso al trono de Eduardo VI, estos acuerdos fueron renovados; Gerald sería compañero del nuevo rey. Desafortunadamente, tras la paz de Munster, estos proyectos no fueron llevados a cabo. El territorio de Desmond eran reclamado por los Butler, enemigos de los Geraldines, que acusaban a estos de ocupar el título de forma ilegítima, ya que James Butler, IX conde de Ormond, se había casado con Lady Joan FitzGerald, hija y heredera de James FitzGerald, X conde de Desmond. A la muerte de Ormonde, se casó con Gerald FitzGerald. Como consecuencia de este matrimonio, se produjo un cese de hostilidades entre los FitzGerald y el hijo de Lady Joan, Thomas Butler, X conde de Ormond.
Gerald accedió al título de conde en 1558; fue ordenado por el lord diputado Thomas Radclyffe, III conde de Sussex, y estableció su sede en Waterford. Pronto estableció contactos con su tocayo Gerald FitzGerald, XI conde de Kildare (1525-1585) y con el jefe del clan O'Neill, Shane O'Neill. Pese a la mediación de Sussex en las disputas entre los Butler y los FitzGerald, los ataques e incursiones de uno y otro bando se sucedían. Cuando la reina Isabel I le llamó a la corte, Desmond se negó, alegando que estaba en guerra con su tío Maurice. Cuando por fin apareció en Londres, en mayo de 1562, su insolencia le costó una pequeña estancia en la Torre de Londres.

## Las rebeliones de Desmond
Desmond permaneció retenido en Inglaterra hasta 1564, y poco después de su regreso, la muerte de su mujer le liberó de sus obligaciones familiares para con los Butler. Atacó Thomond, y trató de presionar a Maurice FitzGeral de Decies para que le reconociera como señor. Ante esto, Maurice, solicitó la ayuda de Thomas Butler, lo que desembocó en una guerra abierta entre Ormonde y Desmond. Se enfrentaron en la batalla de Affane, a orillas del río Blackwater, donde Desmond fue derrotado y hecho prisionero.
Ambos fueron llevados a Londres para mantener la paz, permitiéndoles volver a Irlanda a principios de 1566, donde se nombró una comisión real para investigar y dictaminar sobre sus disputas territoriales. Desmond y su hermano John fueron enviados de regreso a Inglaterra, donde entregaron sus tierras a la reina tras una breve temporada en la Torre. Mientras tanto, el primo de Gerald, James Fitzmaurice Fitzgerald, se hizo aclamar como capitán de Desmond, lo que constituía un claro gesto de desafío a Henry Sidney, con la evidente esperanza de hacerse con el título de conde. Intentó dar a su movimiento un carácter de ultracatolicismo, con la idea de recabar ayuda extranjera, y se alió con John Burke, hijo del conde de Clanricarde, con Connor O'Brien, III conde de Thomond, y con Edmund Butler, hermano del conde de Ormonde.

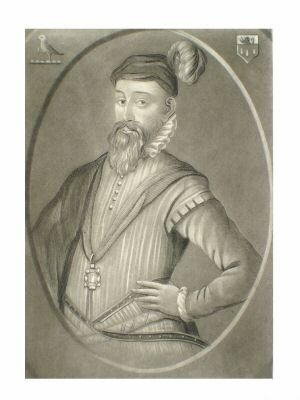
Sir John Perrot

Sin embargo, la aparición de Ormonde y Sidney en el suroeste, fue seguida por la sumisión inmediata de los Butlers. La mayoría de los Geraldines fueron sojuzgados por Humphrey Gilbert, aunque FitzMaurice permaneció en rebeldía, y en 1571, se encomendó a John Perrot la misión de reducirle. Fue capturado por Perrot y, finalmente, el 23 de febrero de 1573, se sometió formalmente en Kilmalock postrándose en el suelo de la iglesia como prueba de sinceridad.
En 1573, y contra la opinión de los consejeros irlandeses de la reina, se permitió el regreso de Gerald a Irlanda, bajo promesa de no ejercer su jurisdicción en Kerry hasta que sus derechos quedaran probados. Fue retenido en Dublín durante seis meses, pero en noviembre consiguió escapar y crear la anarquía en Munster, cuando Perrot creía haber pacificado la provincia.
Edward FitzGerald, hermano del conde de Kildare, y teniente de los pensionarios de la reina en Londres, fue enviado a parlamentar con Desmond, pero no obtuvo resultados. Desmond proclamó la vigencia única de la ley de Brehon entre los Geraldines; entretanto, FitzMaurice capturó al capitán George Bouchier, oficial de Isabel en el oeste.
Essex se entrevistó con el conde en la ciudad de Waterford, en julio. Entregó al capitán Bouchier, pero Desmond denegó el resto de peticiones realizas en nombre de la reina. Se llegó a estudiar la posibilidad de ofrecer 500 libras por su cabeza y 1000 por su entrega vivo, aunque finalmente esta propuesta no fue aprobada.
El 18 de julio de 1574, los jefes Geraldine firmaron el pacto conocido como la Combinación, por el que se comprometían a apoyar incondicionalmente al conde. Poco después, Ormonde y el lord diputado, Sir William FitzWilliam, marchaban sobre Munster, y pasaban a cuchillo a toda la guarnición irlandesa situada en Derrinlaur Castle. Desmond se rindió el 2 de septiembre en Cork, repartiendo sus estados entre su gente de confianza.
Cuando Sir Henry Sidney visitó Munster en 1575, la situación parecía haberse encarrilado y la restauración se prometía fácil y rápida. Pero FitzMaurice había huido a Bretaña junto con otros líderes Geraldine. Recorrieron las cortes de España y Francia tratando de encontrar apoyos para una invasión de Irlanda; finalmente, y gracias a la mediación de católicos ingleses que se habían refugiado en Roma, especialmente Nicholas Sanders contactaron con el papa Gregorio XIII, que les proporcionó tropas y suministros.
El 16 de julio de 1579, FitzMaurice desembarcó en Smerwick bay (Cuan Ard na Caithne), donde se le unieron más tarde un grupo de efectivos españoles en el fuerte de Dún an Óir. A los pocos días, Fitzmaurice resultó muerto en una escaramuza cuando se dirigía a Tipperary.
Por su parte, Gerald no parecía muy interesado en tomar parte en la revuelta. Nicholas Sanders, el legado papal que había acompañado a FitzMaurice trató de convencerle para que se rebelara. Desmond tenía dudas, pero cuando el 1 de noviembre de 1579 fue declarado traidor por Sir William Pelham, se lanzó a la rebelión abierta. Los saqueos de Youghal y Kinsale por parte de los Geraldines, fueron inmediatamente respondidos por los triunfos de Ormonde y Pelham, junto con el almirante William Winter.
En junio de 1581, Desmond tuvo que buscar refugio en los bosques, aunque mantuvo un considerable número de seguidores hasta que, en junio de 1583 Ormonde puso precio a su cabeza.
El 15 de noviembre de 1583 fue finalmente capturado y asesinado en Glenagenty, 5 millas al este de Tralee. Su hermano John, había sido capturado y muerto en diciembre de 1581. John FitzGerald, senescal de Imokilly se había rendido el 14 de junio de 1583 y, aunque inicialmente se aceptó su sumisión, en 1587 fue arrestado y enviado al castillo de Dublín donde falleció poco después.

## Descendientes
De su segundo matrimonio con Eleanor Butler, el conde tuvo dos hijos, el mayor de los cuales, James FitzGerald (1570-1601) participó en la Guerra de los Nueve Años y acabó sus días en prisión. Intentó recuperar el condado, pero no lo logró, y el título de conde de Desmond se extinguió. 